# Kanton Auch-Sud-Est-Seissan
Der Kanton Auch-Sud-Est-Seissan war von 1973 bis 2015 ein französischer Wahlkreis in der Region Midi-Pyrénées. Er lag im Arrondissement Auch des Départements Gers. Hauptort war Auch.
| Gemeinde    | Einwohner | Code postal | Code Insee |
| ----------- | --------- | ----------- | ---------- |
| Auch *      | 21.838    | 32000       | 32013      |
| Auterive    | 508       | 32550       | 32019      |
| Boucagnères | 141       | 32550       | 32060      |
| Haulies     | 81        | 32550       | 32153      |
| Labarthe    | 142       | 32260       | 32169      |
| Orbessan    | 213       | 32260       | 32300      |
| Ornézan     | 237       | 32260       | 32302      |
| Pessan      | 634       | 32550       | 32312      |
| Sansan      | 89        | 32260       | 32411      |
| Seissan     | 1002      | 32260       | 32426      |

* Teilbereich; die angegebene Einwohnerzahl bezieht sich auf die Gesamtstadt